# Asia Rugby Championship
Il campionato asiatico di rugby (in inglese Asia Rugby Championship) è, dal 2015, il campionato continentale asiatico di rugby a 15 ed è organizzato da Asia Rugby.
Esso rimpiazza il preesistente Asian Five Nations, che si tenne dal 2008 al 2014 e fu soppresso allorquando lo sponsor, la banca d'affari hongkonghese HSBC, non rinnovò il suo contratto di partnership, cosa che indusse l'ARFU a ridimensionare il torneo e a inaugurare, a partire dal 2015, una nuova formula che prevede tre squadre nella divisione superiore che, per la prima edizione, sono le prime tre classificate dell'Asian Five Nations 2014 (nell’ordine Giappone, Hong Kong e Corea del Sud).
Il torneo prevede un meccanismo di promozione e retrocessione tra le divisioni, e il vincitore della divisione superiore (il Top Three) è campione d’Asia.
Fino al 2014 si sono disputati 29 tornei validi per il titolo di campione asiatico; di questi, 19 erano noti come ARFU Asian Rugby Championship (dal 1969 al 2004), 3 come ARFU Asian Rugby Series (dal 2005 al 2007) e 7 i citati Asian Five Nations, dal 2008 al 2014.
L’edizione inaugurale del rinnovato ARFU Asian Rugby Championship è, quindi, il 30º campionato asiatico.

## Formula
La prima divisione è composta da tre squadre; queste si incontrano in un girone all'italiana in gara d'andata e ritorno; ogni squadra disputa quindi quattro incontri; la classifica è quella dell'Emisfero Sud con la differenza che alla squadra vincitrice di ogni incontro vengono assegnati 5 punti invece che 4.
Al di sotto del girone che compete per il titolo vi sono quattro divisioni; tra di esse vige il meccanismo di promozione / retrocessione; è prevista l'eventualità di disputare uno spareggio in gara unica tra l'ultima classificata della divisione superiore e la vincitrice della prima divisione, ma solo se quest'ultima dichiara ufficialmente di volerla sfidare per la promozione.
La squadra prima classificata del girone superiore è campione d'Asia, mentre quelle dalle divisioni dalla seconda alla quarta avanzano alla divisione superiore.
Le ultime classificate delle divisioni dalla prima alla terza retrocedono in quella inferiore.

## Albo d'oro

### Top Three
| Edizione | Campione  | 2ª classificata | 3ª classificata |
| -------- | --------- | --------------- | --------------- |
| 2015     | Giappone  | Hong Kong       | Corea del Sud   |
| 2016     | Giappone  | Hong Kong       | Corea del Sud   |
| 2017     | Giappone  | Hong Kong       | Corea del Sud   |
| 2018     | Hong Kong | Corea del Sud   | Malaysia        |
| 2019     | Hong Kong | Corea del Sud   | Malaysia        |

### 1ª divisione
| Edizione | Campione  | 2ª classificata | 3ª classificata | 4ª classificata     |
| -------- | --------- | --------------- | --------------- | ------------------- |
| 2015     | Sri Lanka | Filippine       | Kazakistan      | Singapore           |
| 2016     | Malaysia  | Sri Lanka       | Filippine       | Singapore           |
| 2017     | Malaysia  | Sri Lanka       | Filippine       | Emirati Arabi Uniti |
| 2018     | Filippine | Singapore       | -               | -                   |
| 2019     | Filippine | Singapore       | Sri Lanka       | Taipei cinese       |